# Two Smart People
Two Smart People is een Amerikaanse filmkomedie uit 1946 onder regie van Jules Dassin.

## Verhaal
Een oplichter heeft nog vijf dagen, voordat hij naar de cel moet. Hij houdt van lekker eten en hij besluit om de resterende dagen door te brengen in de goede restaurants. Hij wordt daarbij vergezeld door zijn kompaan en een politieagent. Ze willen beiden weten waar hij een half miljoen dollar heeft verborgen.

## Rolverdeling
| Acteur            | Personage       |
| ----------------- | --------------- |
| Lucille Ball      | Ricki Woodner   |
| John Hodiak       | Ace Connors     |
| Lloyd Nolan       | Bob Simms       |
| Hugo Haas         | Señor Rodriquez |
| Lenore Ulric      | Maria Ynez      |
| Elisha Cook jr.   | Fly Feletti     |
| Lloyd Corrigan    | Dwight Chadwick |
| Vladimir Sokoloff | Jacques Dufour  |
| David Cota        | Jose            |
| Clarence Muse     | Porter          |